# Wang Nan
Wang Nan, född 23 oktober 1978 i Fushun i Kina, är en kinesisk bordtennisspelare som tog individuellt OS-guld i Sydney år 2000 och lyckades ta silver i samma gren åtta år senare. Hon har även vunnit tre olympiska guldmedaljer i dubbel tillsammans med andra: damdubbel 2000, damdubbel 2004 och lagtävling 2008. Med fyra guld och ett silver är hon den bordtennisspelare som fått flest olympiska medaljer i bordtennis.

## Meriter

### Olympiska meriter

#### Olympiska sommarspelen 2008
| Idrottare | Gren   | Grundomgång          | Omgång 1             | Omgång 2             | Omgång 3             | Omgång 4             | Kvartsfinal          | Semifinal            | Final                |  |
| Idrottare | Gren   | Motståndare Resultat | Motståndare Resultat | Motståndare Resultat | Motståndare Resultat | Motståndare Resultat | Motståndare Resultat | Motståndare Resultat | Motståndare Resultat |  |
| --------- | ------ | -------------------- | -------------------- | -------------------- | -------------------- | -------------------- | -------------------- | -------------------- | -------------------- |  |
| Wang Nan  | Singel |                      |                      |                      | Pota (HUN) W 4-0     | Park (KOR) W 4-2     | Tie (HKG) W 4-1      | Guo (CHN) W 4-2      | Zhang (CHN) L 1-4    |  |